# Мерфи, Джеймс Франклин
Джеймс Франклин Мёрфи (англ. James Franklin Murphy; род. 30 июля 1967 года) — американский гитарист-виртуоз, известный как участник ряда групп в жанре дэт-метала (Obituary, Death и др.) и трэш-метала (Testament). Он основал Disincarnate, дэт-метал-группу. У него был диагностирован рак в 2001 году, но он сумел с ним справиться. В октябре 2011 года Мерфи заявил, что опухоль вернулась, но что она не раковая и что она лечится фармакологически. Он работает над альбомом-трибьютом основателю Death Чаком Шульдинером, который умер от пневмонии, вызванной осложнениями в результате лечения опухоли головного мозга. Также он продюсировал группу Дерона Миллера World Under Blood. Также он закончил производство второго альбома The Hinderers дэт-метал-группы Dååth и двух альбомов Lazarus A.D., а также многих других альбомов разных групп. Также Мёрфи был концертным гитаристом Agent Steel в Европе и Великобритании в 1987 году, и немного был в Hallows Eve в 1989 году.
Помимо игры на гитаре, Murphy управляет студией звукозаписи SafeHouse Production, где он микшировал и выпускал альбомы для других групп. Он также вёл уроки в журнале Guitar Player.

## Дискография

### Disincarnate
- Disincarnate — Dreams of the Carrion Kind

### Death
- Death — Spiritual Healing

### Obituary
- Obituary — Cause of Death

### Cancer
- Cancer — Death Shall Rise

### Testament
- Testament — Low
- Testament — Live at the Fillmore
- Testament — The Gathering

### Konkhra
- Konkhra — Weed out the Weak
- Konkhra — The Freakshow
- Konkhra — Come Down Cold
- Konkhra — Nothing Is Sacred

### Сольно
- James Murphy — Convergence (1996)
- James Murphy — Feeding the Machine (1999)

### Появления в качестве гостя
- Abigail Williams — In the Shadow of a Thousand Suns — (соло на «The World Beyond» и Whammy на «Smoke and Mirrors»)
- The Absence — Riders of the Plague (две песни)
- Agent Steel — (один концертный трек на перезаписи)
- Agressor — Medieval Rites (одно соло)
- Agressor — The Spirit of Evil (три песни)
- Artension — Into the Eye of the Storm (одно соло)
- Artension — Phoenix Rising (одно соло)
- Artension — Forces of Nature (четыре соло)
- Broken Hope — Repulsive Conception (одно соло)
- Cannae — When Gold Becomes Sacrifice (одно соло)
- DÅÅTH — The Hinderers (одно соло)
- Demise — Torture Garden (одно соло)
- Explorers Club — Age of Impact
- Enforsaken — The Forever Endeavor (одно соло)
- Firewind — Forged by Fire (одно соло)
- Foreign Objects — Universal Culture Shock (гитарные соло)
- Gorguts — Considered Dead (одно соло)
- Malevolent Creation — Retribution (одно соло)
- Malevolent Creation — The Will to Kill (два соло)
- Martriden — The Unsettling Dark (одно соло)
- Memorain — White Line (пять соло)
- Only Human -The Dismantling (одно соло)
- Steve Morse — Prime Cuts (одно соло)
- Nevermore — This Godless Endeavor (соло на песне «The Holocaust of Thought»)
- Rob Van Der Loo's Freak Neil inc. — Characters (3 соло)
- Solstice — Solstice (четыре соло + бэк-вокал)
- Summon — …And the Blood Runs Black (клавишные, акустическая гитара и лид-гитара)
- Various artists — Roadrunner United — Annihilation by the Hands of God (соло), Constitution Down (вступительное соло)
- Various artists — Working Man - A Tribute To Rush (лид-гитара, ритм-гитара и/или клавишные на пяти песнях)
- Vicious Rumors — Sadistic Symphony (одно соло)
- John West — Mind Journey (одно соло)
- John West — Permanent Mark (одно соло)
- Warrel Dane — Praises to the War Machine (соло в песне «The Day the Rats Went to War»)
- World Under Blood — соло в песне «Under the Autumn Low»